# Índia nos Jogos Olímpicos de Verão de 1920
A Índia participou dos Jogos Olímpicos de Verão de 1920 na cidade de Antuérpia, na Bélgica. Nessa edição dos jogos o país não teve medalhistas. Os historiadores olímpicos tendem a separar os resultados indianos dos britânicos, apesar da falta de independência da Índia.